# Instituto de las Artes de California

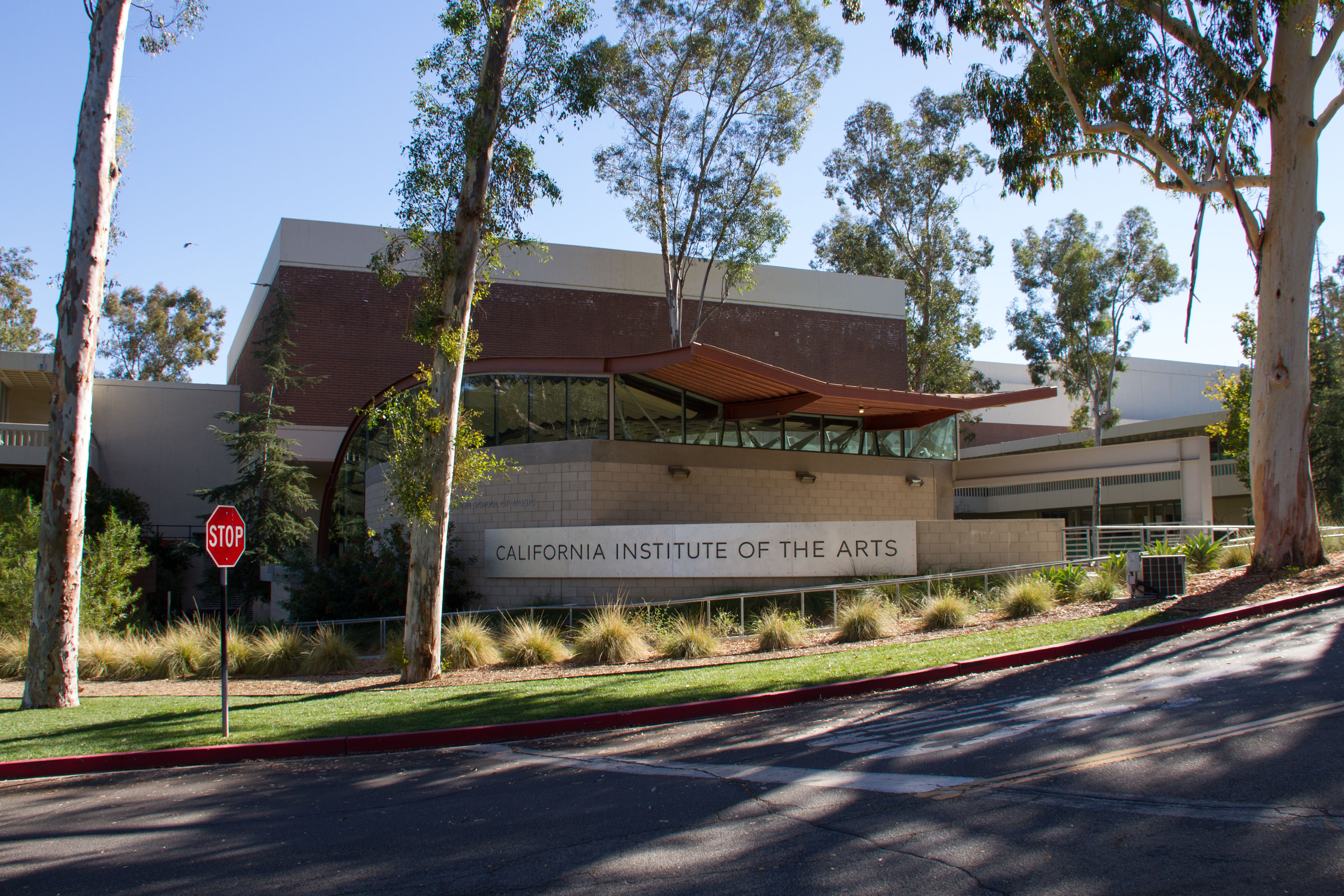
El campus de CalArts

El Instituto de las Artes de California (en inglés: California Institute of the Arts), también llamado CalArts, es una institución superior ubicada en la ciudad Santa Clarita, en el barrio de Valencia, Los Ángeles, California. Fue fundado en 1961 como la primera institución que ofrecía estudios superiores para estudiantes de artes visuales e interpretación. La escuela tuvo varios benefactores a principios de los años 60 entre ellos Nelbert Chouinard, Walt Disney, Lulu Von Hagen, y Thornton Ladd. 
Este instituto surgió como un sueño de Disney en el que los estudiantes pudieran trabajar en una atmósfera artística, desarrollando sus propios trabajos como respetados miembros de una comunidad de artistas donde el intercambio cultural les ayudaba a entender y practicar el arte en los mayores contextos posibles.

## Historia
El Instituto de las Artes de California fue originalmente creado a partir de la fusión del Chouinard Art Institute (fundado en 1921) junto al Conservatorio de Música de Los Ángeles (fundado en 1883). Ambas instituciones sufrían de problemas financieros a finales de los 50 y la fundadora del Instituto de Arte Chouinard, Nelbert Chouinard, estaba gravemente enferma. Estos dos hechos propiciaron la fusión y compra de ambas instituciones por parte de Walt y Roy O. Disney. 
En 1965 la Asociación de Alumnos de esta escuela, fue fundada como una asociación sin ánimo de lucro y fue liderada por 12 miembros para servir a los intereses del Instituto y sus programas. Algunos de estos miembros era grandes profesionales tales como artistas y músicos, quienes contribuyeron con sus conocimientos, experiencias y sus habilidades para fortalecer el Instituto. Los 12 fundadores de esta asociación fueron: Mary Costa, Edith Head, Gale Storm, Marc Davis, Tony Duquette, Harold Grieve, John Hench, Chuck Jones, Henry Mancini, Marty Paich, Nelson Riddle y Millard Sheets.
El novedoso campus del Instituto se creó el 3 de mayo de 1969. Sin embargo, esta construcción se vio afectada por lluvias torrenciales y problemas laborales, además de un terremoto en 1971. Por ello la escuela empezó su primer curso en los edificios de Villa Cabrini Academy, una escuela católica femenina. Finalmente, el CalArts se trasladó a su campus actual en noviembre de 1971. 
En un principio CalArts se vio afectada por las tensiones entre los artistas y sus aspiraciones no comerciales y la función de la escuela como una institución privada con intereses económicos por parte de la familia Disney. El fundador de la junta directiva había considerado inicialmente que CalArts sería un complejo donde el entretenimiento y el enriquecimiento personal fueran sus valores principales. 
El primer presidente del Instituto, Robert W. Corrigan, Decano de la Facultad de Artes de la Universidad de Nueva York, estaba interesado en fusionar las disciplinas artísticas de su facultad y las de CalArts. Corrigan despidió a la mayoría de artistas y profesores provenientes del Instituto Chouinard en un intento de rehacer el Instituto de las Artes de California desde su visión personal. A él se unió el año siguiente su amigo Herbert Blau, contratado como Rector del Instituto y Decano de la Escuela de Teatro y Danza. Posteriormente, Blau contrató a un gran número de profesionales entre los que se encontraban Mel Powell (Decano de la Escuela de Música), Paul Brach (Decano de la Escuela de Arte), Alexander Mackendrick (Decano de la Escuela de Cine y Vídeo), el sociólogo Maurice R. Stein (Decano de Estudios Críticos) y Richard Farson (Decano de la Escuela de Diseño). 
Durante el paso de los años el Instituto desarrolló en su campus laboratorios interdisciplinarios como el Center of Experiments in Arts, Information and Technology, Center for Integrated Media, Center of New Performance at CalArts.
En 2003, CalArts estableció su teatro de artes escénicas en Los Ángeles, llamado REDCAT (Roy and Edna Disney Cal Arts Theater) en el Walt Disney Concert Hall. Este centro aporta un espacio de trabajo en el que estudiantes y profesionales pueden combinar sus creaciones. 

### Desarrollos recientes
En otoño de 2009, el Instituto abrió un auditorio de música conocido como "Wild Beast". La superficie de 300 m² supone una estructura que sirve como espacio para clases en exterior e interior.

## Oferta académica
El Instituto de las Artes de California ofrece grados en música, arte, danza, cine y vídeo, animación, teatro, teatro de marionetas y escritura. Los estudiantes reciben entrenamiento intensivo profesional en el área laboral de su grado sin estar sometidos a un patrón rígido. Todos estos grados se centran en un arte contemporáneo interdisciplinario y el Instituto tiene fijada la misión de formar a los artistas del mañana. Con estos objetivos en mente, el Instituto anima a los estudiantes a reconocer la complejidad de las cuestiones políticas, sociales y estéticas para que sean capaces de responderlas informados y de manera independiente.

### Admisiones
Las admisiones en esta institución están basadas únicamente en el talento creativo y el futuro potencial de los aspirantes. Cada escuela del Instituto requiere que los aspirantes realicen una memoria artística junto con un portfolio o una audición (dependiendo del grado) para ser admitidos.

## Programas

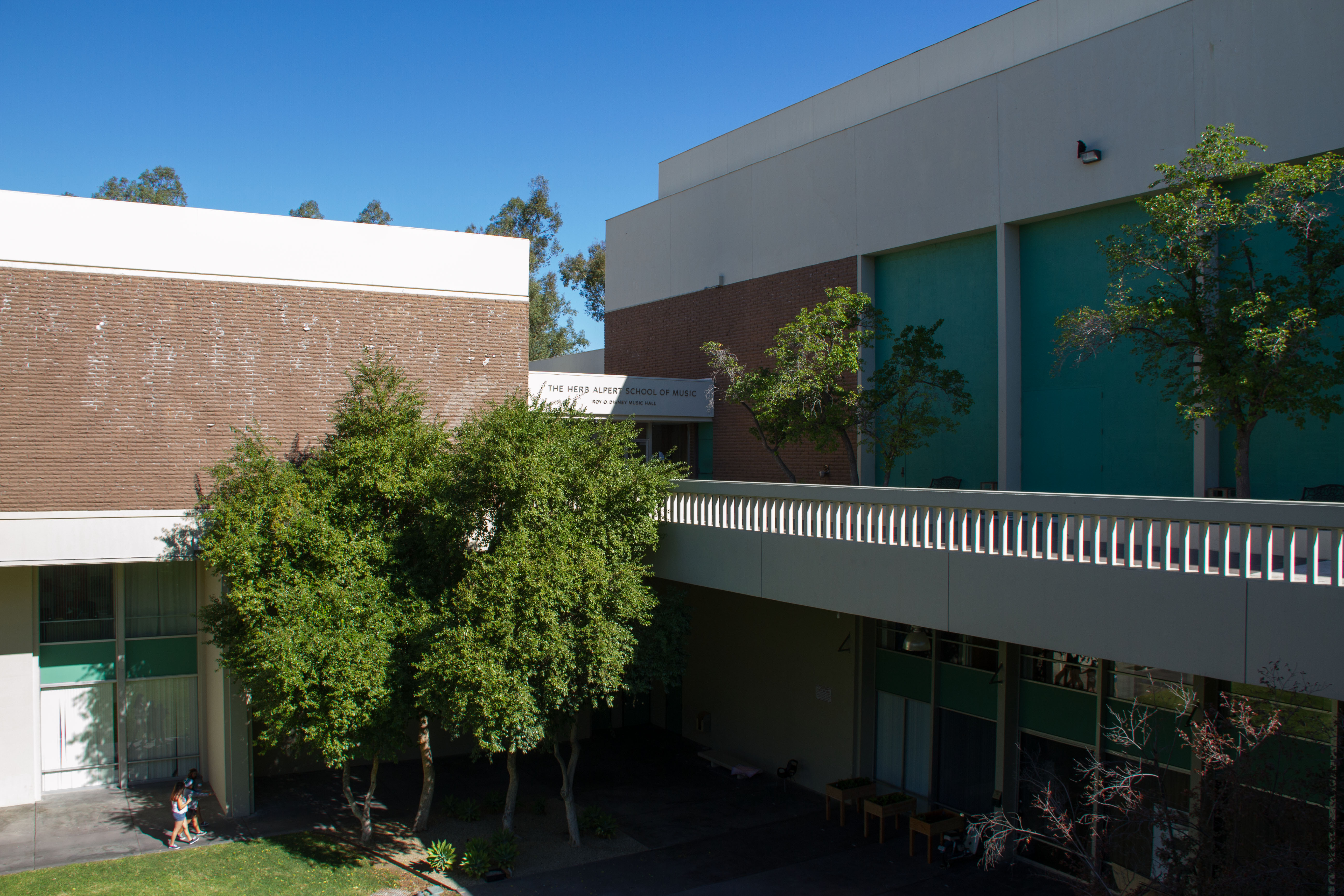
The Herb Alpert School of Music en CalArts

Las escuelas y grados disponibles en CalArts son:
- Escuela de Arte: Bellas Artes, Diseño Gráfico, Fotografía y Medios Audiovisuales, Arte y Tecnología.
- Escuela de Estudios Críticos: Máster de Escritura Artística, Máster en Tendencias y Políticas.
- The Sharon Disney Lund School of Dance: Grados y Máster en Danza.
- Escuela de Cine y Vídeo: Cine y Vídeo, Animación Experimental, Animación y Dirección Cinematográfica.
- The Herb Alpert School of Music: Composición, Composición para Nuevos Medios/Prácticas de Sonidos Experimentales, Canto y Composición, Tecnología de la Música y Artes Musicales.
- Escuela de Teatro: Interpretación, Máster en Dirección de Interpretación, Escritura Teatral, Teatro de Marionetas, Diseño de Vestuario, Iluminación Escénica, Producción Teatral, Dirección Escénica, Diseño Escénico y Sonido Escénico.